# Lampa sygnałowa

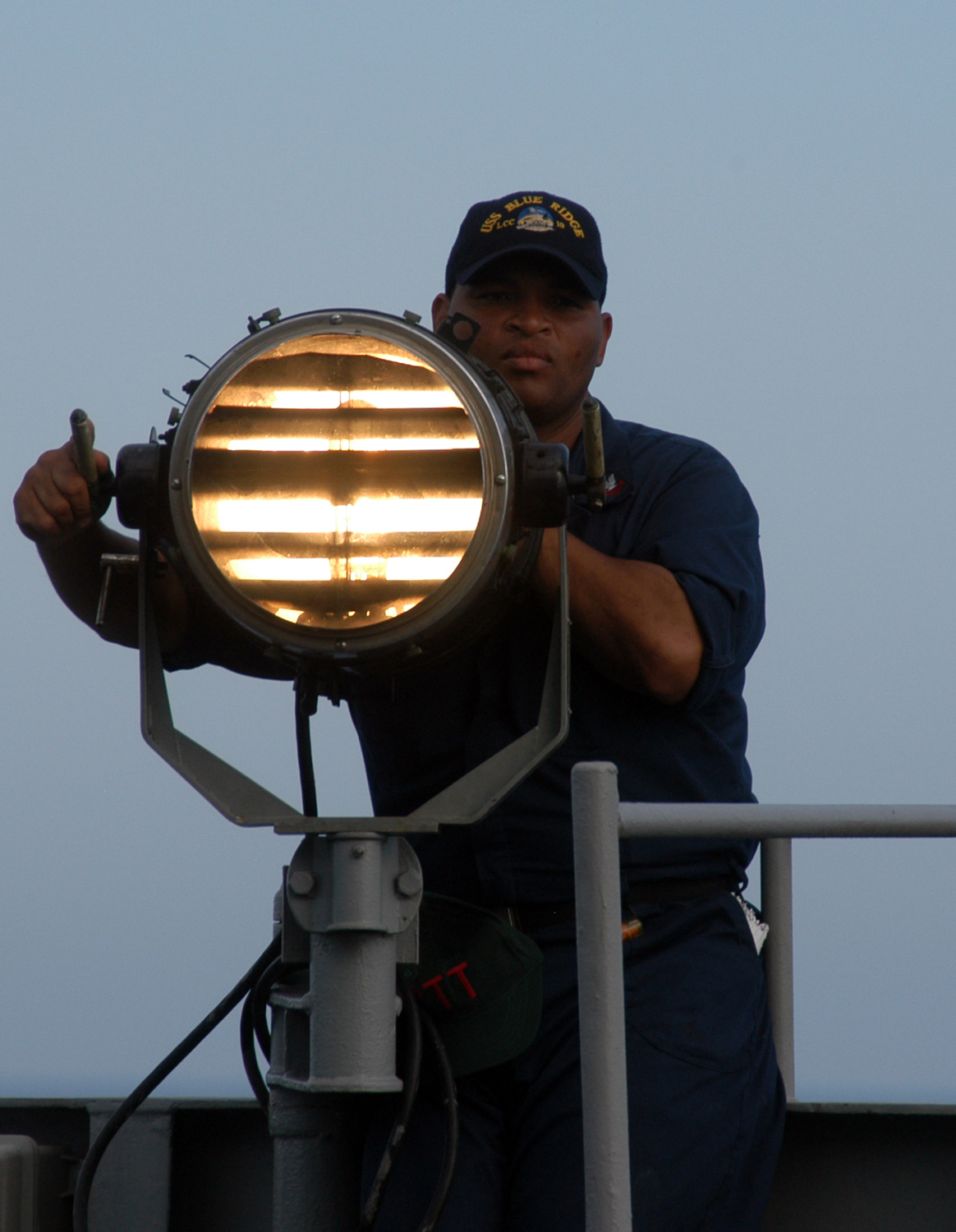
Marynarz nadający wiadomość za pomocą lampy typu aldis

Lampa sygnałowa – lampa Aldisa, przenośny lub stacjonarny morski reflektor przeznaczony do świetlnej sygnalizacji alfabetem Morse'a lub dowolnym innym kodem. Głównie używany w relacji okręt ↔ okręt i okręt ↔ brzeg.
Źródło światła (zwykle żarówka dużej mocy) przesłonięte jest żaluzją, której mechanizm umożliwia bardzo szybkie odsłanianie i ponowne przysłanianie strumienia światła.
Aldis ma istotne znaczenie w porozumiewaniu się w czasie ciszy radiowej.